# Aphylla
Aphylla là một chi chuồn chuồn ngô rộng khắp vùng tân nhiệt đới thuộc họ Gomphidae. tiếng Anh thường gọi là Greater Forceptails vì đuôi có hình kẹp.

## Phân loại
Chi có các loài sau:
- Aphylla alia Calvert, 1948
- Aphylla angustifolia Garrison, 1986[3]
- Aphylla barbata Belle, 1994
- Aphylla boliviana Belle, 1972
- Aphylla brasiliensis Belle, 1970
- Aphylla brevipes Selys, 1854
- Aphylla caraiba Selys, 1854
- Aphylla caudalis Belle, 1987
- Aphylla dentata Selys, 1859
- Aphylla distinguenda (Campion, 1920)
- Aphylla edentata Selys, 1869
- Aphylla exilis Belle, 1994
- Aphylla janirae Belle, 1994
- Aphylla linea Belle, 1994
- Aphylla molossus Selys, 1869
- Aphylla producta Selys, 1854
- Aphylla protracta (Hagen in Selys, 1859)[3]
- Aphylla robusta Belle, 1976
- Aphylla scapula Belle, 1992
- Aphylla silvatica Belle, 1992
- Aphylla spinula Belle, 1992
- Aphylla tenuis Hagen in Selys, 1859
- Aphylla theodorina (Navás, 1933)[4]
- Aphylla williamsoni (Gloyd, 1936)[3]